# حمام ورقة
ملف:Hmam warka wilaya de naama.jpg

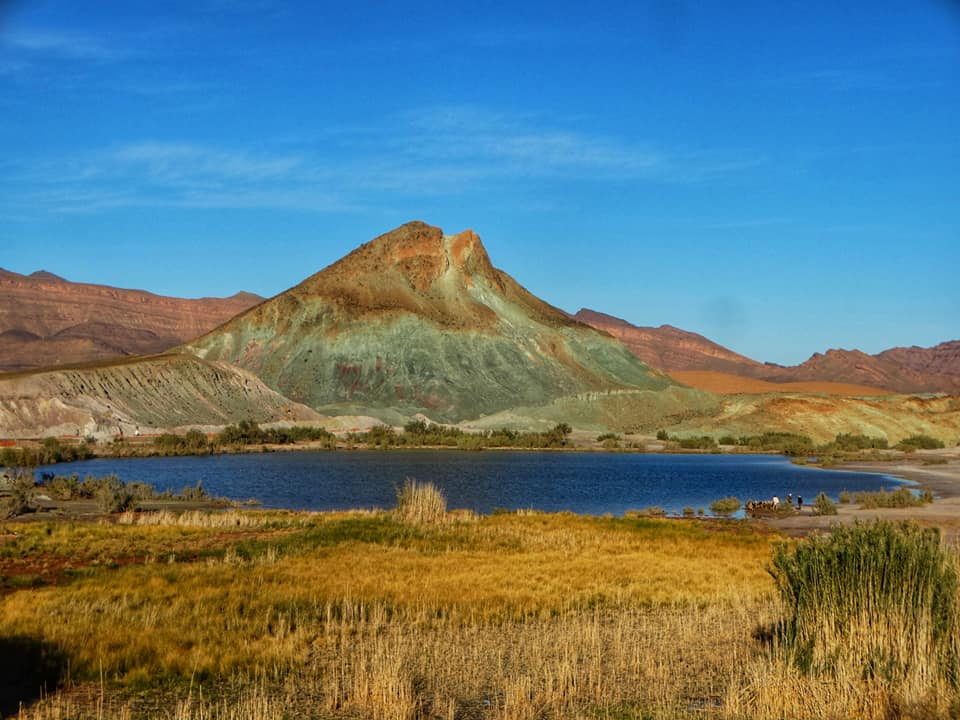

حمام ورقة، هو حمام معدني يعتبر من بين أفضل الحمامات الموجودة في الجزائر كما أنه يقصدة العديد من المرضي حيث أن مياهه الساخنة  تبرد عن طريق محطة تبريد المياه الجوفية و يستعمل لعلاج عدة أمراض منها أمراض الجلد و الروماتيزم و عدة أمراض أخرى
إنه حمام مشهور وطنيا ويعتبر مقصد العديد من العائلات